# 단바타케다역
단바타케다역(일본어: 丹波竹田駅, たんばたけだえき 탄바타케다에키[*])은 일본 효고현 단바시에 위치한 서일본 여객철도의 역이다.

## 역 구조
교행 시설이 갖추어진 상대식 승강장으로 2면 2선의 지상역이다. 1번선에 역사가 위치해 있으며 2번선에도 간이 대합실이 설치되어 있다. 덧붙여 역사 측에서 2번 승강장 사이로 과선교가 설치되어 있다.
1986년 다카라즈카 ~ 산다 간의 선로 이전으로 거리가 단축되기 이전의 흔적으로 1번 승강장에 아마가사키 역 기점 100km임을 보여주는 거리 표시가 세워져 있다.

### 승강장
| 1・2 | ■ 후쿠치야마 선 | (하행) | 후쿠치야마 방면          |
| 1・2 | ■ 후쿠치야마 선 | (상행) | 사사야마구치 · 산다 방면 |

쌍단선 구조로 1번 승강장은 상하행 본선, 2번 승강장은 상하행 부본선이다. 보통 상하행 열차 모두 1번 승강장에 발착한다. 2번 승강장은 양방향 열차가 동시에 도착했을 때 한쪽 방향 열차가 사용한다. 양 승강장은 어느 쪽에서든 진출입이 가능한 구조로 되어 있다.

## 역사
- 1899년 7월 15일: 한카쿠 철도 가이바라 ~ 후쿠치 간의 연장에 의해 다케다 역으로써 개업.
- 1907년 8월 1일: 국유화에 따라 일본국유철도 소속이 되었다.
- 1909년 10월 12일: 노선 명칭 제정에 따라 한카쿠 선의 일부가 되었다.
- 1911년 11월 1일: 단바타케다역으로 개칭.
- 1912년 3월 1일: 노선 명칭 개정에 따라 한카쿠 선의 후쿠치야마 선 이남이 후쿠치야마 선으로 개칭되어 그 일부가 되었다.
- 1987년 4월 1일: 민영화에 의해 서일본 여객철도의 소속이 되었다.

## 인접정차역
| 서일본 여객철도 후쿠치야마 선 | 서일본 여객철도 후쿠치야마 선 | 서일본 여객철도 후쿠치야마 선 |
| ----------------------------- | ----------------------------- | ----------------------------- |
| 이치지마 오사카 방면          | ■ 후쿠치야마 선               | 후쿠치야마 방면               |